# Tckdot
Tck.（タック）は日本の作曲家、Vtuber。主に鉄道解説、旅行等の動画を投稿しているYouTuberのスーツが作成する動画のBGMを手掛け、他多数のYouTuberへも自身の楽曲を提供している。

## 来歴

### 高校生
YouTubeにてスーツの動画を視聴し、その際に列車内で他の乗客の邪魔にならないよう撮影するスーツの姿を見て感心し、「Only You Train」を無償で提供した。以後その楽曲がここぞという時に使用されるようになり、視聴者からの人気を得ていく。

### 大学生
東京音楽大学に入学し卒業。専門はオーケストレーション。そのためDTMは全て独学の趣味であり、勉強しながら制作していると明言している。

## ディスコグラフィ

### アルバム
|      | 発売日         | タイトル                                           | 規格                   |
| ---- | -------------- | -------------------------------------------------- | ---------------------- |
| 1st  | 2018年3月14日  | Only You Train - オリジナルサウンドトラック        | デジタル・ダウンロード |
| 2nd  | 2018年9月1日   | “旅” ～旅人YouTuberオリジナルBGM集～               | デジタル・ダウンロード |
| 3rd  | 2019年4月1日   | YouTuber スーツ ～第3世代BGM集～                   | デジタル・ダウンロード |
| 4th  | 2019年8月1日   | YouTuber スーツ - サウンドトラック (初代〜第2世代) | デジタル・ダウンロード |
| 5th  | 2020年8月10日  | Tck. Sound Collection Vol.1                        | デジタル・ダウンロード |
| 6th  | 2020年9月1日   | Line                                               | デジタル・ダウンロード |
| 7th  | 2020年12月15日 | Only You Train Special 2020                        | デジタル・ダウンロード |
| 8th  | 2021年3月15日  | Tck. Sound Collection Vol.2                        | デジタル・ダウンロード |
| 9th  | 2021年9月27日  | Tck. Sound Collection Vol.3                        | デジタル・ダウンロード |
| 10th | 2021年12月1日  | Partner (Disk 1)                                   | デジタル・ダウンロード |
| 11th | 2021年12月15日 | Partner (2)                                        | デジタル・ダウンロード |
| 12th | 2022年4月1日   | One Way                                            | デジタル・ダウンロード |
| 13th | 2022年12月1日  | Rain                                               | デジタル・ダウンロード |
| 14th | 2023年7月15日  | PTERO                                              | デジタル・ダウンロード |
| 15th | 2023年11月18日 | walk A                                             | デジタル・ダウンロード |
| 16th | 2024年10月1日  | Fresca                                             | デジタル・ダウンロード |